# Тейн
Тейн (англ. Thayne) — місто (англ. town) в США, в окрузі Лінкольн штату Вайомінг. Населення — 380 осіб (2020).

## Географія
Тейн розташований за координатами 42°55′9″ пн. ш. 110°59′49″ зх. д. / 42.91917° пн. ш. 110.99694° зх. д. (42.919131, -110.996839).  За даними Бюро перепису населення США в 2010 році місто мало площу 3,61 км², уся площа — суходіл.

### Клімат
Містечко знаходиться у зоні, котра характеризується континентальним субарктичним кліматом. Найтепліший місяць — липень із середньою температурою 16.4 °C (61.6 °F). Найхолодніший місяць — січень, із середньою температурою -8.4 °С (16.9 °F).
| Клімат Тейна            | Клімат Тейна | Клімат Тейна | Клімат Тейна | Клімат Тейна | Клімат Тейна | Клімат Тейна | Клімат Тейна | Клімат Тейна | Клімат Тейна | Клімат Тейна | Клімат Тейна | Клімат Тейна | Клімат Тейна |
| Показник                | Січ.         | Лют.         | Бер.         | Квіт.        | Трав.        | Черв.        | Лип.         | Серп.        | Вер.         | Жовт.        | Лист.        | Груд.        | Рік          |
| Абсолютний максимум, °C | 9,4          | 12,2         | 21,7         | 23,9         | 30           | 36,1         | 34,4         | 32,8         | 31,7         | 27,8         | 20           | 11,7         | 36,1         |
| Середній максимум, °C   | −2,2         | 0,6          | 5,3          | 10,1         | 15,8         | 21,4         | 26,6         | 25,7         | 20,8         | 13,4         | 3,8          | −2,3         | 11,6         |
| Середня температура, °C | −8,4         | −6,5         | −2,1         | 2,8          | 8,1          | 12,3         | 16,4         | 15,6         | 11           | 5,1          | −2,4         | −8,3         | 3,7          |
| Середній мінімум, °C    | −14,6        | −13,6        | −9,4         | −4,4         | 0,5          | 3,3          | 6,3          | 5,3          | 1,2          | −3,2         | −8,8         | −14,2        | −4,3         |
| Абсолютний мінімум, °C  | −38,9        | −35          | −30          | −21,1        | −10,6        | −8,9         | −3,3         | −4,4         | −12,2        | −20          | −28,3        | −38,3        | −38,9        |
| Норма опадів, мм        | 56           | 53           | 50           | 50           | 74           | 51           | 32           | 38           | 45           | 49           | 54           | 49           | 601          |
| Днів з опадами          | 13           | 11           | 11           | 10           | 12           | 9            | 6            | 7            | 7            | 7            | 9            | 11           | 113          |
| ----------------------- | ------------ | ------------ | ------------ | ------------ | ------------ | ------------ | ------------ | ------------ | ------------ | ------------ | ------------ | ------------ | ------------ |
| Джерело: Weatherbase    |              |              |              |              |              |              |              |              |              |              |              |              |              |

## Демографія
Згідно з переписом 2010 року, у місті мешкало 366 осіб у 144 домогосподарствах у складі 90 родин. Густота населення становила 101 особа/км².  Було 171 помешкання (47/км²).
Расовий склад населення:
| - 91,5 % — білих - 1,1 % — азіатів - 6,0 % — осіб інших рас |

До двох чи більше рас належало 1,4 %. Частка іспаномовних становила 9,3 % від усіх жителів.
За віковим діапазоном населення розподілялося таким чином: 27,6 % — особи молодші 18 років, 61,5 % — особи у віці 18—64 років, 10,9 % — особи у віці 65 років та старші. Медіана віку мешканця становила 35,6 року. На 100 осіб жіночої статі у місті припадало 112,8 чоловіків;  на 100 жінок у віці від 18 років та старших — 105,4 чоловіків також старших 18 років.
Середній дохід на одне домашнє господарство  становив 48 814 долари США (медіана — 41 250), а середній дохід на одну сім'ю — 52 718 доларів (медіана — 40 625). Медіана доходів становила 41 250 доларів для чоловіків та 21 250 доларів для жінок. За межею бідності перебувало 14,1 % осіб, у тому числі 13,0 % дітей у віці до 18 років та 18,8 % осіб у віці 65 років та старших.
Цивільне працевлаштоване населення становило 180 осіб. Основні галузі зайнятості: мистецтво, розваги та відпочинок — 22,8 %, будівництво — 20,0 %, роздрібна торгівля — 18,9 %.
За даними перепису 2000 року,
на території муніципалітету мешкало 341 людей, було 118 садиб та 86 сімей.
Густота населення становила 180,4 осіб/км². Було 135 житлових будинків.
З 118 садиб у 48,3% проживали діти до 18 років, подружніх пар, що мешкали разом, було 60,2 %,
садиб, у яких господиня не мала чоловіка — 10,2 %, садиб без сім'ї — 26,3 %.
Власники 19,5 % садиб мали вік, що перевищував 65 років, а в 6,8 % садиб принаймні одна людина була старшою за 65 років.
Кількість людей у середньому на садибу становила 2,89, а в середньому на родину 3,31.
Середній річний дохід на садибу становив 31 875 доларів США, а на родину — 30 250 доларів США.
Чоловіки мали дохід 31 406 доларів, жінки — 15 375 доларів.
Дохід на душу населення був 10 248 доларів.
Приблизно 24,7 % родин та 27,4 % населення жили за межею бідності.
Серед них осіб до 18 років було 24,6 %, і понад 65 років — 26,5 %.
Середній вік населення становив 26 років.